# Kolpak-Entscheidung
Als Kolpak-Entscheidung wird das Urteil des Europäischen Gerichtshofs in der Rechtssache C-438/00 Deutscher Handballbund e. V. / Maros Kolpak vom 8. Mai 2003 bezeichnet. Der damalige slowakische Handballnational-Torhüter Maroš Kolpak erreichte in dem Verfahren, dass der Deutsche Handballbund DHB ihm einen unbeschränkten Spielpass ausstellen musste und er damit nicht mehr einen von zwei A-Lizenzspielerplätzen seines damaligen Vereins in der 2. Handballbundesliga TSV Baden Östringen besetzen musste.

## Entscheidung und Folgen
In der Entscheidung erklärte der EuGH in der Folge des Balog-Urteils von 1998 weitere Teile der bekannteren Bosman-Entscheidung auch auf Sportler aus Ländern für anwendbar, die mit der Europäischen Union eine bestimmte Art von Assoziierungsabkommen eingegangen sind.
Da die Slowakei kurz nach dem Urteil der EU beitrat, ist die Entscheidung in Bezug auf das Abkommen mit ihr überholt. Für Sportler aus den sogenannten 79 AKP-Staaten ist sie jedoch weiterhin von großer Bedeutung, durch die sie begünstigende Entscheidung kamen zahlreiche vorher durch Ausländerbegrenzungen ausgeschlossene Rugbyspieler von den pazifischen Inselnationen und Südafrika, sowie karibische und südafrikanische Cricketspieler in die britischen Profiligen. Dort werden diese nach der Entscheidung teilweise auch in offiziellen Regularien als Kolpaks bezeichnet.
Die Entscheidung gilt als eine sehr bedeutende des europäischen Sportarbeitsrechts; der damalige FIFA-Generalsekretär und ehemalige FIFA-Präsident Sepp Blatter attestierte dem Fall „eine Sprengkraft zehnmal so hoch wie die des Bosman-Verfahrens“.
Die in der Folge 2005 ergangene Simutenkow-Entscheidung bestätigte die Anwendbarkeit des Diskriminierungsverbotes für Angehörige von Staaten, die mit der EU Assoziierungsabkommen geschlossen haben, wenn diese bereits eine Arbeitserlaubnis haben, am weiteren Beispiel Russlands und auch in Bezug auf Drittstaaten, die keine Beitrittskandidaten für die Gemeinschaft waren. Auch bestätigte der EuGH die Anwendung ausdrücklich auch für die wirtschaftlich wichtigste Sportart Europas, den Fußball.

## Sachverhalt und prozessuale Vorgeschichte
Kolpak war 1997 vom damaligen deutschen Handball-Zweitligisten Baden Östringen für zuerst drei Jahre – später vor der Entscheidung verlängert auf sechs Jahre – als Torhüter unter Vertrag genommen worden, der DHB stellte ihm wegen seiner slowakischen Staatsangehörigkeit einen Spielerpass mit dem besonderen Vermerk „A“  aus. Nach den damaligen Statuten des DHB war für Zweitligisten eine Begrenzung von zwei „A“-Vermerksspielern vorgesehen, diese waren im Wesentlichen für alle Spieler aus Staaten vorgesehen, die nicht zum europäischen Wirtschaftsraum gehörten. Kolpak und sein Verein beantragten unter Hinweis auf das im Assoziierungsabkommen zwischen der damaligen EG und seiner Heimat verankerte Diskriminierungsverbot einen unbeschränkten Spielerausweis. Als dieser verweigert wurde, klagten Verein und Kolpak – neben einem erfolglosen Antrag auf einstweiligen Rechtsschutz – vor dem Landgericht Dortmund auf die Erteilung. Aus prozessualen Gründen wurde die Klage des Vereins als unzulässig zurückgewiesen, Kolpak obsiegte jedoch erstinstanzlich. Das Oberlandesgericht Hamm als zuständige zweite Instanz legte die Sache auf die Berufung des DHB 2000 dem EuGH vor.
Die einschlägigen Regelungen des Abkommens der Gemeinschaften mit der Slowakei lauteten:

„Artikel 38 des Assoziierungsabkommens Gemeinschaften–Slowakei, der zu Titel IV Kapitel I ‚Freizügigkeit der Arbeitnehmer‘ gehört, bestimmt in seinem Absatz 1:
‚(1) Vorbehaltlich der in den einzelnen Mitgliedstaaten geltenden Bedingungen und Modalitäten
- wird den Arbeitnehmern mit Staatsangehörigkeit der Slowakischen Republik, die im Gebiet eines Mitgliedstaats rechtmäßig beschäftigt sind, eine Behandlung gewährt, die hinsichtlich der Arbeitsbedingungen, der Entlohnung oder der Entlassung keine auf der Staatsangehörigkeit beruhende Benachteiligung gegenüber den eigenen Staatsangehörigen bewirkt;
- haben die rechtmäßig im Gebiet eines Mitgliedstaats wohnhaften Ehegatten und Kinder eines dort rechtmäßig beschäftigten Arbeitnehmers Zugang zum Arbeitsmarkt dieses  Mitgliedstaats während der Geltungsdauer der Arbeitserlaubnis dieses Arbeitnehmers; eine Ausnahme bilden Saisonarbeitnehmer und Arbeitnehmer, die unter bilaterale Abkommen im Sinne von Artikel 42 fallen, sofern diese Abkommen nichts anderes bestimmen.‘
Artikel 42 des Assoziierungsabkommens Gemeinschaften–Slowakei, der zu demselben Kapitel gehört, lautet:
‚(1) Unter Berücksichtigung der Arbeitsmarktlage in dem Mitgliedstaat und vorbehaltlich seiner Rechtsvorschriften und der Einhaltung seiner Bestimmungen über die Mobilität der Arbeitnehmer
- sollten die bestehenden Erleichterungen für den Zugang zur Beschäftigung für Arbeitnehmer der Slowakischen Republik, die die Mitgliedstaaten im Rahmen bilateraler Abkommen gewähren, beibehalten und nach Möglichkeit verbessert werden;
- werden die anderen Mitgliedstaaten den möglichen Abschluss ähnlicher Abkommen wohlwollend prüfen.
(2) Der Assoziationsrat prüft die Gewährung weiterer Verbesserungen, einschließlich Erleichterungen für den Zugang zur Berufsausbildung, im  Einklang mit den geltenden Rechtsvorschriften und Verfahren der Mitgliedstaaten und unter Berücksichtigung der Arbeitsmarktlage in den Mitgliedstaaten und in der Gemeinschaft.‘
Artikel 59 des Assoziierungsabkommens Gemeinschaften–Slowakei, der zu Titel IV Kapitel IV ‚Allgemeine Bestimmungen‘ gehört, sieht in seinem Absatz 1 vor:
‚Für die Zwecke des Titels VI dieses Abkommens werden die Vertragsparteien durch keine Bestimmung dieses Abkommens daran gehindert, ihre Rechts- und Verwaltungsvorschriften über Einreise und Aufenthalt, Beschäftigung, Beschäftigungsbedingungen, Niederlassung von natürlichen Personen und  Erbringung von Dienstleistungen anzuwenden, sofern sie dies nicht in einer Weise tun, durch die die Vorteile, die einer Vertragspartei aus einer Abkommensbestimmung erwachsen, zunichte gemacht oder verringert werden. […]‘“